# Rotor Flettner

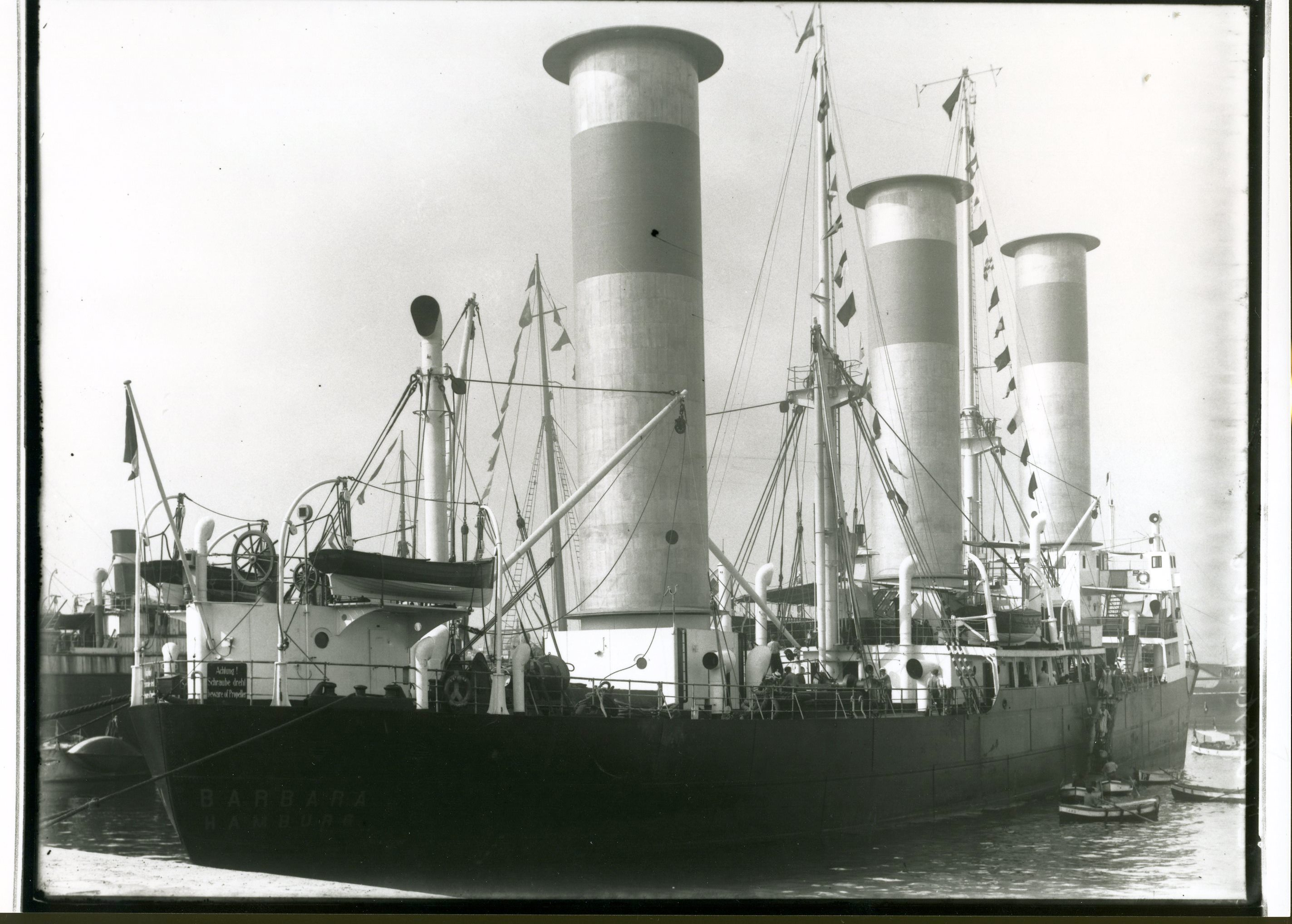
El "Barbara" en el Puerto de Barcelona.

El Rotor Flettner es un sistema de impulsión eólica para naves, inventado a inicios del siglo XX por el alemán Anton Flettner, haciendo uso práctico del efecto Magnus.
El uso del efecto Magnus ha sido propuesto para concretar sistemas de propulsión compuestos por grandes cilindros verticales (rotores pasivos) capaces de producir un empuje hacia adelante cuando la presión del aire es lateral; esto es, la presión del aire hace girar al cilindro llamado rotor al mismo tiempo que hace avanzar la nave de modo perpendicular al aire en movimiento. La eficacia de este método es diez veces mayor que la de un velamen tradicional; esto es: un m² de un rotor tiene una potencia equiparable a 10 m² de tela de una vela. En 1924 Flettner, asistido por Albert Betz, Jacob Ackeret y Ludwig Prandtl, hizo transformar un velero trimástil de tipo goleta (schooner) llamado Buckau en un barco birrotor (es decir, con dos cilindros rotores montados verticalmente sobre la cubierta). Así transformado, el buque fue renombrado como Baden-Baden.

Diagrama con polígono de fuerzas que actúan para impulsar a un barco rotor Flettner.

El efecto Magnus impulsando al barco rotor Flettner.

## Principales barcos rotores construidos
- Buckau (o, más exactamente, Baden-Baden). Fue construido bajo las directivas de Flettner en los astilleros "Germania" de Kiel. Con este prototipo se pudo adquirir la suficiente experiencia como para apreciar la factibilidad del sistema rotor. El Buckau/Baden-Baden efectuó su primer viaje en mayo de 1924, equipado con dos rotores y un pequeño motor auxiliar Diesel para casos de calma chicha (ausencia de viento) o cuando el espacio para orzar a contraviento fuera escaso. Sin embargo, la capacidad de orzada del Buckau era singular: el navío, a vela, no podía hacerlo en ángulos inferiores a los 45°, mientras que el barco rotor podía hacerlo entre los 20° y 30°. Tras diferentes ensayos bajo diferentes condiciones de viento durante un par de años, el Buckau atravesó el Océano Atlántico y arribó a Nueva York el 9 de mayo de 1926.

- Barbara. Los astilleros A.G. Weswe, de Bremen, construyeron para el armador hamburgués Rob. M. Sloman este barco (clasificado según su tonelaje con el número 2077) y lo pusieron en servicio el 28 de julio de 1926. Poseía tres rotores. Con un viento muy leve de una fuerza de 4 Beaufort alcanzaba 4 nudos, llegando a 9 nudos si este viento era de popa.

Pese a ello, el sistema de barcos rotores fue dejado de lado en los 1930s ante la rentabilidad obtenida por los navíos impulsados a motor e incluso a vela merced a perfeccionamientos ocurridos en esa época; la rentabilidad estaba dada entonces por los bajos costes que tenía el combustible (los barcos a vela solían ser mixtos –también impulsados a motor– en la época en que aparecieron los rotores). El Buckau/Baden-Baden fue destruido por un huracán en 1931 mientras navegaba por el Mar Caribe rumbo a Sudamérica.

## Recuperación actual del sistema rotor

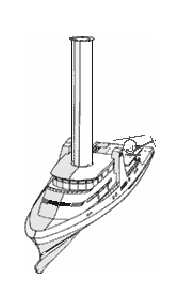
Diseño del Calypso II.

El investigador francés Jacques Cousteau reflotó la idea del uso de rotores Flettner al observar las cualidades de este sistema.
- El Alcyone fue el navío experimental concretado por Cousteau en 1980, aunque más que un rotor Flettner propiamente dicho resultó un navío impulsado auxiliarmente por una turbovela, sus dos rotores-turbovelas aportan entre el 25 y el 30% de la potencia impulsora de este barco que realizó su primer viaje en 1985.

- El Calypso II, obra también de Cousteau, según el investigador debería ser impulsado por un genuino sistema rotor Flettner pero quedó en los planos tras el deceso del investigador francés.

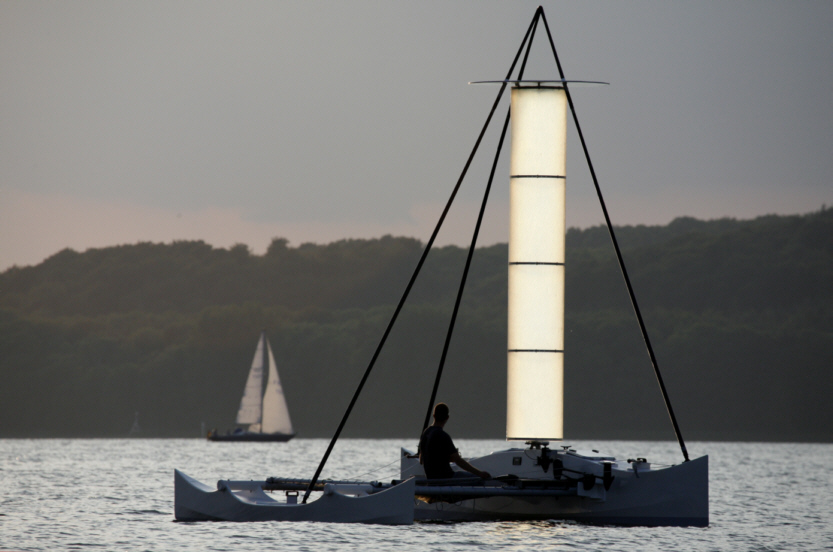
El Uni-kat Flensburg.

- El Uni-Kat* Flensburg un genuino aunque muy modernizado sistema rotor Flettner que ha sido desarrollado en el Instituto de Física y Química de la Universidad de Flensburg (Alemania) bajo la supervisión del profesor Lutz Fiesser dentro del proyecto PROA.

(* Juego de palabras: Unikat en alemán significa "pieza única" aunque también sugiere a un catamarán de la universidad.).
- E-Ship. En el 2007 la sociedad de construcciones eólicas Enercon encomendó a los astilleros Lindenau Werft de Kiel la construcción de un carguero de 130 m de eslora equipado, además de un motor diesel, con cuatro rotores Flettner; fue botado el 2 de agosto de 2008.

Por otra parte los investigadores John Latham y Stephen Salter incluyen el uso de trimaranes impulsados exitosamente con rotores Flettner para un proyecto de sembrado de nubes oceánicas con nanogotas de agua salada que harían aumentar las dimensiones de los estratocúmulos y así el albedo o reflejo del calor proveniente del Sol y con esto moderar el calentamiento global, los rotores no solo servirían para impulsar —sin contaminación- a trimaranes operados por control remoto sino que los mismos rotores servirían para aspirar el agua oceánica, filtrarla y elevarla en microscópicas gotas que ampliarían a las nubes.